# باولو روبرتو دا سيلفا
باولو روبرتو دا سيلفا (بالبرتغالية: Paulo Roberto da Silva‏) هو لاعب كرة قدم برازيلي، ولد في 6 مارس 1987 في لفراس في البرازيل. لعب مع أتلتيكو باراناينسي وغراميو اساسكو اوداكس اسبورت كلوب ونادي بونتي بريتا ونادي غواراني ونادي فيغورينسي.

## وصلات خارجية
- باولو روبرتو دا سيلفا على موقع قاعدة بيانات كرة القدم.إي يو (الإنجليزية)
- باولو روبرتو دا سيلفا على موقع Soccerway.com (الإنجليزية)